# Saint-André-de-Najac

Saint-André-de-Najac este o comună în departamentul Aveyron din sudul Franței. În 1 ianuarie 2022 avea o populație de 455 de locuitori.